# Calcutta (Belize)

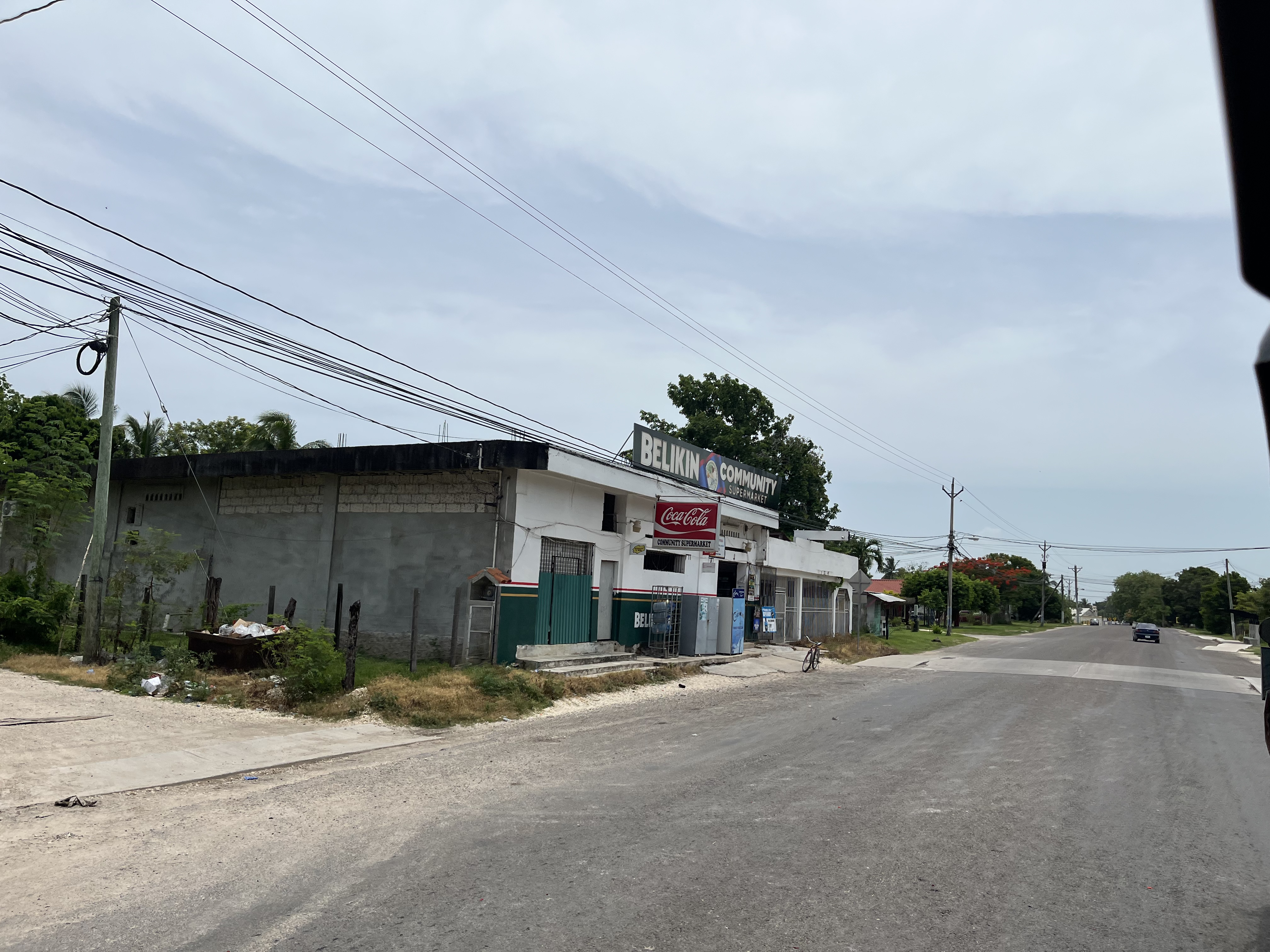
Calcutta (Belize), 2023

Calcutta ist ein Ort im Corozal District in Belize. Der Ort wurde von Exilanten aus Indien gegründet. 2010 hatte der Ort 846 Einwohner.

## Geographie
Calcutta liegt nur etwa 3 km südwestlich des Hauptorts Corozal und am Nordwestufer der Four Mile Lagoon, zwischen Carolina und San Joaquin an einer Verbindungsstraße zum Northern Highway.

## Geschichte
Nach der Niederschlagung des Aufstands von 1857 (Sepoy Mutiny) in Indien ordnete das Britische Parlament an, dass 1000 Inder, die die Rebellion unterstützt hatten, aus Indien nach British Honduras exiliert wurden. Sie wurden zur Arbeit auf Plantagen im Corozal District eingesetzt und Calcutta war eine der Siedlungen, die sie gründeten.

## Klima
Das Klima ist tropisch heiß, wird jedoch von ständig wehenden Winden gemäßigt.